# Hydractinia sodalis
Hydractinia sodalis is een hydroïdpoliep uit de familie Hydractiniidae. De poliep komt uit het geslacht Hydractinia. Hydractinia sodalis werd in 1859 voor het eerst wetenschappelijk beschreven door Stimpson. 